# Pierre Glasson
Pour les articles homonymes, voir Glasson.
Pierre Glasson, né le 28 avril 1907 à Bulle et mort le 4 mai 1991 à Fribourg, est une personnalité politique suisse, membre du Parti radical-démocratique.

## Sources
- Georges Andrey, John Clerc, Jean-Pierre Dorand et Nicolas Gex, Le Conseil d'État fribourgeois : 1848-2011 : son histoire, son organisation, ses membres, Fribourg, Éditions La Sarine, 2012, 143 p. (ISBN 978-2-88355-153-4, lire en ligne), p. 81 et 82
- Annuaire des autorités fédérales,
- Annuaire officiel du canton de Fribourg
- Tracts électoraux de 1955, 1956 et 1963
- La Liberté, du 6 mai 1961.
- Travail, décembre 1946.